# Justine Waddell
Justine Derenda (ur. 4 listopada 1976 w Johannesburgu, RPA) – brytyjska aktorka.

## Filmografia
- 1997: Kobieta w bieli (The Woman in White) jako Laura
- 1997: Anna Karenina jako hrabina Nordston
- 1997: The Moth jako Millie Thorman
- 1998: Tess of the D'Urbervilles jako Tess Durbeyfield
- 1998: Perypetie Margaret (The Misadventures of Margaret) jako młoda dziewczyna
- 1999: Mansfield Park jako Julia Bertram
- 1999: Żony i córki (Wives and Daughters) jako Molly Gibson
- 1999: Wielkie nadzieje (Great Expectations) jako Estella
- 2000: Dracula 2000 jako Mary
- 2002: Jedyny, jedyna (The One and Only) jako Stevie
- 2004: Historia Natalie Wood (The Mystery of Natalie Wood) jako Natalie Wood
- 2006: Thr3e jako Jennifer Peters
- 2006: Teoria chaosu jako Teddy Galloway
- 2006: Magia uczuć The Fall jako Evelyn